# Мінні загороджувачі типу «Ліннет»
Мінні загороджувачі типу «Ліннет» (англ. Linnet-class minelayer) — клас військових кораблів з 3 малих прибережних мінних загороджувачів виробництва британських суднобудівельних компаній у передвоєнний час.

### Мінні загороджувачі типу «Ліннет»
Позначення
| № | Корабель   | Виготовлювач                              | Номер вимпелу | На честь             | Закладено     | Спущено        | У строю          | Статус                                          |
| - | ---------- | ----------------------------------------- | ------------- | -------------------- | ------------- | -------------- | ---------------- | ----------------------------------------------- |
| 1 | «Ліннет»   | Ardrossan Shipbuilding Company, Ардроссан | M69           | Коноплянка           | вересень 1937 | 3 травня 1938  | 1 листопада 1938 | 1964 року списаний на брухт                     |
| 2 | «Редстарт» | Henry Robb, Літ                           | M62           | Горихвістка звичайна | вересень 1937 | 3 травня 1938  | 1 листопада 1938 | 19 грудня 1941 року затоплений у бухті Гонконга |
| 3 | «Рінгдав»  | Henry Robb, Літ                           | M77           | Припутень            | вересень 1937 | 15 червня 1938 | 9 грудня 1938    | у 1951 році проданий Пакистану                  |